# Uretamendi
Uretamendi es un barrio bilbaíno del distrito 7 situado en la margen izquierda de la ría de Bilbao.

## Situación
Ur (Agua en euskera) Eta (Y) Mendi (monte), es un barrio antiguo de Bilbao que linda al sureste con Iturrigorri, al suroeste con Betolaza y al noroeste con Circunvalación. Más abajo se encuentra Rekaldeberri. Su crecimiento ha sido incremental y en tiempo récord (tan sólo 2 años) desde las chabolas hasta casas unifamiliares y pisos altos. Muchos de esos pisos fueron construidos por los propios vecinos con las pocas nociones y conocimientos que poseían de construcción, junto con apoyo eclesiástico. Se consiguió colocar a todos los vecinos que se alojaban en chabolas (328 familias) a viviendas de ladrillo. En estos momentos se encuentra en un cambio tanto de infraestructuras (Plan Especial) como en la integración de vecinos de diferentes nacionalidades y razas.
Este "Plan Especial", cuyo presupuesto está estipulado en 13 100 140 euros y que comenzó más o menos en enero de 2005, consta de 5 fases:
El barrio Uretamendi dispone de una iglesia llamada Nuestra Señora de Belén y un parque al que se llama familiarmente "El corral de la Pacheca", donde juegan los niños; Existe también un centro cívico cerca de la plaza principal, donde se realizan diversas actividades socioculturales.
Para los amantes del trecking tenemos una carretera que sube hacia los montes Arraiz, más arriba el Pagasarri y el Ganekogorta por último.

## Transportes
- Bilbobus: Líneas por Uretamendi/Betolaza:

| Línea | Recorrido           | Frecuencia (minutos) |
| ----- | ------------------- | -------------------- |
| 27    | Arabella - Betolaza | 15                   |